# Rolf Andreassen
Rolf Siljan Andreassen (født 3. april 1949 i Drammen) er en norsk tidligere roer.
Andreassen deltog første gang ved de olympiske lege i 1972 i München, hvor han var med i den norske toer med styrmand, der blev nummer syv. Bedre gik det for ham ved OL 1976 i Montreal, hvor han vandt sølv i firer uden styrmand sammen med Ole Nafstad, Finn Tveter og Arne Bergodd. De indledte med en fjerdeplads i første runde, men derefter vandt de deres opsamlingsheat og efterfølgende også semifinalen. I finalen blev den norske båd besejret af Østtyskland, der vandt guld, mens Sovjetunionen fik bronze.
Andreassen vandt desuden én VM-medalje, en bronzemedalje i firer uden styrmand ved VM 1973 i Moskva.

## OL-medaljer
- 1976:  Sølv i firer uden styrmand